# Nicolas Pedini
Nicolas Pedini (3 juli 1982) is een Belgische voetballer. Zijn huidige club is FC Charleroi. Hij is afkomstig uit de jeugdopleiding van Olympic Charleroi. Pedini combineert zijn voetbalcarrière met studies Medicijnen aan de ULB.

## Statistieken
| seizoen    | club              | land   | competitie    | wed. | goals |
| ---------- | ----------------- | ------ | ------------- | ---- | ----- |
| 2007/08    | Olympic Charleroi | België | Tweede klasse | 32   | 6     |
| 2008/09    | Olympic Charleroi | België | Tweede klasse | 14   | 2     |
| 2009/10    | Olympic Charleroi | België | Derde klasse  | -    | -     |
| 2010/11    | Olympic Charleroi | België | Derde klasse  | -    | -     |
| 2010/11    | PAC Buzet         | België | Vierde klasse | -    | -     |
| 2011/12    | FC Charleroi      | België | Vierde klasse | -    | -     |
| 2012/13    | FC Charleroi      | België | Vierde klasse | -    | -     |
| Bijgewerkt | 27-08-12          |        |               |      |       |